# Escada (kommun)
Escada är en kommun i Brasilien.   Den ligger i delstaten Pernambuco, i den östra delen av landet, 1 600 km nordost om huvudstaden Brasília. Antalet invånare är 63 535.
Följande samhällen finns i Escada:
- Escada

Omgivningarna runt Escada är en mosaik av jordbruksmark och naturlig växtlighet. Runt Escada är det ganska tätbefolkat, med 248 invånare per kvadratkilometer.